# Libracja
Libracja (od łacińskiego libra − waga, librare − kołysać się w równowadze) – powolne wahania, zazwyczaj bryły jednego ciała niebieskiego, obserwowanego z powierzchni innego, ale także − cykliczne wahania długości orbitalnej naturalnych satelitów planet oraz niektórych elementów ich orbit, powodowane rezonansami ich okresów obiegów (np. u kilku większych księżyców Saturna). W przypadku Księżyca termin ten określa pewien rodzaj ruchów globu księżycowego, oglądanych z Ziemi, a objawiających się drobnymi okresowymi przemieszczeniami szczegółów widocznych na tarczy Księżyca względem jej środka i brzegu. Librację Księżyca odkrył Galileusz w 1637 roku; niemal jednocześnie badał ją także Heweliusz. Wcześniej mógł ją obserwować William Gilbert Okres obrotu Księżyca wokół własnej osi jest zsynchronizowany z okresem obiegu dookoła Ziemi. Zatem zwraca się on do naszej planety zasadniczo cały czas tą samą stroną. Zjawisko libracji pozwala jednak oglądać z Ziemi wąski pas brzegowy drugiej strony Księżyca. Odpowiednio długo prowadzone obserwacje pozwalają zobaczyć około 59% jego powierzchni

Libracja Księżyca pozwala dostrzec z Ziemi około 59% jego powierzchni.

.

## Libracja w długości
Na podstawie rozmiarów globu księżycowego i jego odległości od Ziemi można obliczyć, że w danej chwili widzimy niespełna połowę jego powierzchni (przeciętnie ok. 49,77%). Pobieżna nawet obserwacja szczegółów na tarczy Księżyca wystarcza, by stwierdzić, że Księżyc jest zwrócony ku nam stale tą samą stroną swojego globu. Wynika to z (rezonansowej) równości okresu obrotu Księżyca wokół jego osi i średniego okresu jego obiegu wokół Ziemi, zwanego miesiącem gwiazdowym (liczącym ok. 27,32 dni). Jednak prędkość kątowa obrotu Księżyca jest – w dużym przybliżeniu – stała, a prędkość kątowa jego ruchu orbitalnego podlega wyraźnym wahaniom okresowym, typowym dla ruchu po orbicie eliptycznej, modyfikowanej dodatkowo drobnymi zaburzeniami ze strony Słońca i planet (przede wszystkim Wenus i Jowisza). Warunki te powodują  powstanie libracji w długości, której okres byłby równy miesiącowi gwiazdowemu, w przypadku stałej orientacji orbity Księżyca w przestrzeni. Orbita ta jednak obraca się powoli w swojej płaszczyźnie (ruch linii apsyd) "umykając" jak gdyby krążącemu po niej Księżycowi. Wskutek tego ów dociera do jej perygeum z systematycznym opóźnieniem. Powtarza się to w okresie miesiąca zwanego anomalistycznym (ok. 27,55 dni); jest on zatem okresem libracji w długości. Termin długość odnosi się tu do długości selenograficznej. Kartografia księżycowa posługuje się bowiem układem współrzędnych (długość i szerokość) selenograficznych, analogicznych do współrzędnych geograficznych, stosowanych w kartografii ziemskiej. Zerowy południk selenograficzny (odpowiednik ziemskiego południka Greenwich) połowi nam np. w pewnej chwili tarczę Księżyca, przebiegając dokładnie przez jej środek, a kiedy indziej – wskutek libracji w długości – widnieje na lewo lub na prawo od środka tarczy. Amplituda (selenocentryczna) tych wychyleń wynosi prawie 7,9°. Geocentryczne wartości wszelkich efektów libracyjnych są ok. 220 razy mniejsze od ich wartości selenocentrycznych. W poprawnym opisie geocentrycznym określenia "na lewo" i "na prawo" należy zastąpić ogólniejszymi: " na wschód" i "na zachód". W opisie selenocentrycznym, na globie księżycowym, będą to kierunki akurat przeciwne.

## Libracja w szerokości
Oprócz libracji w długości występuje libracja w szerokości. Jej przyczyną jest nieprostopadłość osi obrotu Księżyca do płaszczyzny jego orbity. Odchylenie od prostopadłości wynosi ok. 6,8° (na wartość tę składają się dwa kąty: pierwszy z nich tworzą osie Księżyca i ekliptyki, a drugi – oś ekliptyki z normalną do orbity Księżyca). Pod tym samym kątem jest nachylony równik Księżyca do płaszczyzny jego orbity i ten kąt jest amplitudą libracji w szerokości, dzięki której Księżyc, w odstępach półmiesięcznych, ukazuje obserwatorowi ziemskiemu, na przemian – raz swój biegun północny, a raz południowy. Jednak – koincydujące ze sobą – węzły równika księżycowego i orbity księżycowej cofają się powoli po ekliptyce (pełna "runda" trwa ok. 18,6 lat), więc sytuacja "nachyleniowa" powtarza się nieco częściej, niż po upływie miesiąca gwiazdowego, a mianowicie w odstępach tzw. miesiąca smoczego (ok. 27,21 dni) i ten jest średnim okresem libracji w szerokości. "Ekspresowe" tempo precesji osi Księżyca, której okres jest o ponad 3 rzędy wielkości krótszy od okresu precesji osi ziemskiej.

## Efekt łączny
Ponieważ obie libracje mają nieco różne okresy, więc – generalnie – oba ciągi charakterystycznych dla nich efektów libracyjnych będą się powtarzać (w przybliżeniu) w rytmie ich tzw. dudnienia, tzn. co 78 miesięcy anomalistycznych, równych 79 miesiącom smoczym, czyli co niespełna 6 lat (ok. 2149,5 dni = 5,886 lat). Materiał obserwacyjny zebrany w (co najmniej) takim okresie pozwala stwierdzić, że dzięki obydwu składowym libracji możemy widzieć z Ziemi łącznie – wprawdzie "na raty" – ale aż 59% powierzchni Księżyca. 
W rocznikach astronomicznych podaje się wartości obydwu składowych libracji. Są to współrzędne selenograficzne środka tarczy Księżyca "widzianej" ze środka Ziemi. Tak określonej libracji nadajemy przymiotnik "geocentryczna". Należy tu dodać, że cała tarcza Księżyca wykonuje na tle siatki niebieskiego układu równikowego pokaźne widome wahania wokół swego środka, podobne do wahań balansu w zegarku. Dlatego – oprócz współrzędnych selenograficznych środka tarczy Księżyca – podawany jest w tabelach rocznikowych również geocentryczny kąt pozycyjny osi obrotu Księżyca. Kąt ten jest odliczany wokół tarczy Księżyca od północnego punktu przecięcia się jej brzegu z kołem deklinacyjnym, przechodzącym przez środek tarczy, a kierunek liczenia jest przeciwny ruchowi wskazówek zegara. Ów kąt zmienia się okresowo w szerokim przedziale wartości, wynoszącym maksymalnie ok. 49,9°, a minimalnie ok. 43,7°. Oba te skrajne zakresy wahań występują na przemian co 9,3 lat, a powtarzają się co 18,6 lat, czyli w okresie obiegu ekliptyki przez węzły orbity Księżyca. Połowa różnicy amplitud tych ekstremalnych wahań [(24,95° - 21,85°): 2 = 1,55°] jest równa średniej wartości nachylenia równika księżycowego do ekliptyki. Główny udział w te wahania (ok. 23,45°) wnosi nachylenie równika niebieskiego do ekliptyki.
Libracja topocentryczna, notowana przez obserwatora naziemnego, uczestniczącego w ruchu obrotowym Ziemi, różni się od geocentrycznej. Odpowiednie poprawki współrzędnych selenograficznych środka widomej tarczy Księżyca wynikają z aktualnego położenia obserwatora względem środka Ziemi i Księżyca, a zależą także od aktualnej odległości Ziemia-Księżyc. Efekty te, traktowane łącznie, noszą nazwę libracji dziennej (albo dobowej), a ponieważ – z oczywistych geometrycznie względów – są powiązane ze zjawiskiem paralaksy Księżyca, nadaje się im niekiedy również miano libracji paralaktycznej. Jej łączna wartość nie przekracza wartości paralaksy poziomowej równikowej Księżyca, wynoszącej przeciętnie niespełna 1°.

## Libracja fizyczna
Niemal całość (ok. 99,5%) obserwowanych efektów libracyjnych wyjaśnia prosty model; sformułował go wstępnie (1693) Giovanni Domenico Cassini; uzupełnił i opublikował (1721) jego syn, Jacques Cassini a uściślali następnie – w ciągu kolejnych dwóch stuleci – ich następcy. Model ten jest dziś powszechnie znany pod nazwą trzech praw Cassiniego; brzmią one następująco: a) Księżyc obraca się ruchem jednostajnym wokół stałej w jego globie osi; b) nachylenie osi obrotu Księżyca do płaszczyzny jego orbity jest stałe; c) oś obrotu Księżyca, oś ekliptyki i oś (normalna) orbity Księżyca są współpłaszczyznowe, czyli węzeł wstępny orbity Księżyca koincyduje zawsze z węzłem zstępnym jego równika (i odwrotnie). 
Dominująca część obydwu składowych libracji, wyjaśniana tym modelem, nosi  nazwę libracji optycznej (w długości i w szerokości). Jednak prawie idealnie kulisty glob księżycowy, wykazuje pewne różnice kierunkowe wartości momentu bezwładności, wynikające z wewnętrznego rozkładu masy. Okazuje się, że – w rozważaniach dynamicznych – bryłę Księżyca można traktować, w pierwszym przybliżeniu, jako trójosiową elipsoidę, podatną na działania momentów sił zewnętrznych, pochodzących głównie od Ziemi i od Słońca. Najdłuższa oś tej elipsoidy jest skierowana (średnio) ku Ziemi. Jej odchylenia od tego kierunku, powodowane libracją optyczną, skutkują pojawieniem się dodatkowych małych wahań wymuszonych przez momenty sił ze strony bryły Ziemi. Podobny mechanizm działa ze strony Słońca. Te małe wahania, zwane libracją fizyczną (lub dynamiczną) wnoszą swój przyczynek do obserwowanych efektów libracyjnych.
Libracja fizyczna wprowadza więc pewne "rozchwianie" idealnego modelu Cassiniego. A zatem: a) ruch obrotowy Księżyca nie jest ściśle jednostajny, a skutki owej niejednostajności zwiemy libracją fizyczną w długości; b) nachylenie osi obrotu Księżyca nie jest ściśle stałe, lecz istnieje libracja fizyczna w nachyleniu; c) księżycowe węzły orbity i równika nie są stale sztywno związane ze sobą, lecz czasem rozsuwają się nieco, a zjawisko to zwie się libracją fizyczną w węźle. Efekty b) i c) są składowymi nutacji osi Księżyca – analogicznymi do wahań nutacyjnych osi ziemskiej. Wszystkie trzy efekty przekładają się bezpośrednio na pewne znikome (o amplitudzie selenocentrycznej wynoszącej zaledwie ok. 0,04°) poprawki wartości libracji w długości i szerokości, otrzymanych z uwzględnienia tylko optycznych składowych libracji. Oprócz libracji  fizycznej wymuszonej istnieją – drobniejsze od niej – efekty libracji fizycznej  dowolnej (swobodnej), zarówno w długości selenograficznej jak i w orientacji chwilowej osi obrotu Księżyca w jego globie. Te drugie sygnalizują istnienie swobodnej nutacji osi Księżyca, analogicznej do – znanego w geodynamice – zjawiska ruchu biegunów geograficznych, zwanego czasem także perturbacją Eulera-Chandlera.